# Giglio Gregorio Giraldi

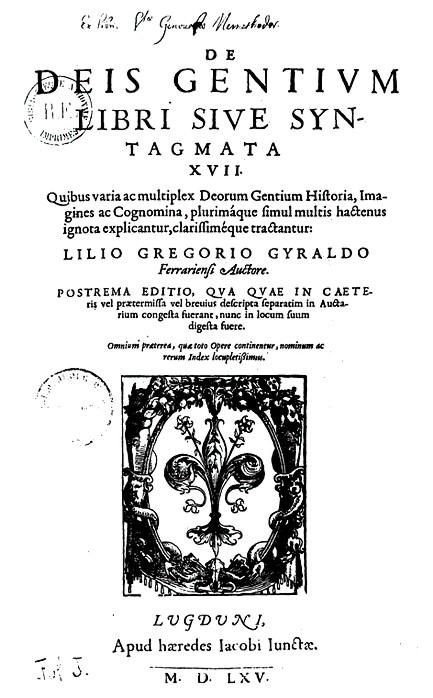
Portada del De deis gentium, de Giraldi, publicat a Lyon el 1565

Giglio Gregorio Giraldi(14 juny 1479 – febrer 1552), erudit i escriptor italià, impulsor de la reforma del calendari julià, que el papa Gregori XIII va canviar per un de nou, el gregorià.

## Biografia
Nascut a Ferrara, es va distingir des de jove pels seus dots literaris.
Per tal de completar els seus estudis es va traslladar a Nàpols, on va fer amistat amb els humanistes Jovianus Pontanus i Jacopo Sannazaro. Després va anar a viure a Llombardia, on va comptar amb el favor de la família Mirandola. El 1507 va estar a Milà estudiant grec amb el professor Demetrius Chalcondyles. Poc després es va traslladar a Mòdena, on va esdevenir tutor del jove Hèrcules Rangone, qui més endavant seria cardenal.
Cap a l'any 1514 es va instal·lar a Roma, on va obtenir el càrrec de protonotari del papa Climent VII. L'any 1527 la ciutat fou saquejada per les tropes castellanes descontrolades, ell va perdre gairebé totes les seves possessions i el seu patró el cardenal Rangone va morir. Llavors va decidir tornar a casa dels Mirandola, demanant acollida, però amb ells es va veure involucrat en els problemes que van seguir a l'assassinat del príncep que regnava el 1533.
La resta de la seva vida fou una lluita contínua per la mateixa supervivència contra la pobresa i la malaltia. Michel de Montaigne es referia a ell, en un dels seus escrits, amb compassió per les circumstàncies que li havia tocat viure i per haver acabat els seus dies, igual com Sébastien Châteillon, en la més absoluta indigència. Va morir a Ferrara el febrer del 1552 on es conserva un epitafi al cementiri.

## Obra
Giraldi va ser un home de gran erudició; hi ha nombrosos testimonis que van lloar la profunditat dels seus escrits i l'acurat estil que feia servir per expressar-se. El 1548 va escriure un llibre sobre història i mitologia titulat Historia de diis gentium amb el qual va marcar una gran millora sobre els escrits d'altres autors sobre el mateix tema. També va escriure dos tractats titulats De annis et mensibus i Calendarium Romanum et Graecum, el qual va contribuir a impulsar la reforma del calendari, tasca que finalment va portar endavant el papa Gregori XIII.
Altres obres destacades són: 
- Progymnasma adversus literal et literates que tracta sobre curiositats de la literatura clàssica
- Historiae poetarum Graecorum ac Latinorum
- De poetis suorum temporum
- De sepultura ac vario sepeliendi ritu

Giraldi és considerat també un elegant poeta en llengua llatina. Les seves obres completes (Opera omnia) es van publicar per primera vegada el 1696 a Leiden.